# Hospital d'En Conill
L'Hospital d'En Conill, va ser fundat a finals del segle xiv, el 1393, per Francesc Conill, qui va destinar les seves rendes a benefici de l'hospital, amb l‘aprovació de Joan I d‘Aragó, començant la construcció del mateix, com consta en el document de fundació. Especier de professió, apotecari, va fer testament el 28 d'agost de 1387 davant del notari Bernat Costa i va morir el febrer de 1398, deixant els seus béns per a la seua fundació.
Va ser construït al carrer Carnissers, prop dels «patis d'En Frigola», al costat de la plaça de l'Encarnació, que era la seu del pes de la palla a l'edat mitjana, al costat de la porta dels setze Claus o del «coixo», nom com era coneguda la porta perqué un dels portalers era coix.
Gerarda Conill, germana del fundador de l'hospital d'En Conill, es va casar amb Francisco Jardí de Menaguerra (Mena Guerra), propietari del senyoriu de Bonrepòs i la moreria de Mirambell, convertint-se en l'administrador d'aquest hospital.
Al mateix testament deixa com a administradors de l'hospital els seus nebots Joan i Francesc de Menaguerra, amb l'obligació de donar comptes anuals de la seva administració davant dels confrares de la «Loable confraria e almoyna de les òrfenes a maridar» El seu objectiu, com indica el seu nom, era dotar òrfenes i donzelles pobres per casar, percebent la confraria 10 lliures pel treball d'escoltar els comptes. Si amb el temps no es trobara cap del seu llinatge, un confrare passaria a administrar l'hospital. Joan de Menaguerra va ser-ne el segon administrador.

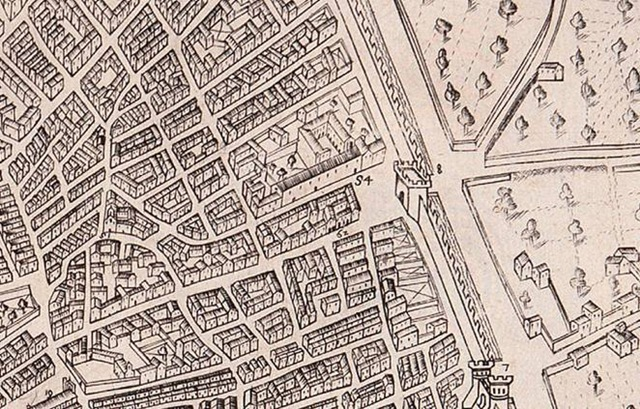
Plànol de Mancelli de 1608 amb l'Hospital d'En Conill marcat amb el 62.

L'objectiu de l'hospital era donar asil als pobres i pelegrins i com a assistència sanitària a malalts de totes les classes socials, encara que a partir del segle XV limitarà la seva funció a l'acció benèfica sobre viatgers pobres abandonant el seu servei com a hospital. Atenia i allotjava els pelegrins en dificultats, tant per motius religiosos com per altres raons, i podien estar-se durant tres dies, amb dret a llit i manutenció; després de la seva partida, rebien una caritat de dos reals de velló.
El 1460, l'executiu municipal que no es dedicava a intervenir en fundacions privades, va sol·licitar a Francisco de Menaguerra que es fes càrrec de l'alimentació d'una nena acabada de nàixer, filla de pares molt pobres.
Al igual que ocorria en l‘altre hospital fundacional, Hospital d‘En Bou, el càrrec de l‘administrador, també era vitalici i hereditari, estava vinculat als descendents directes del fundador, sense oblidar igualment el testament o escriptura fundacional, i solien viure en l‘Hospital, amb els mateixos drets que tenien els altres administradors d‘establiments similars.

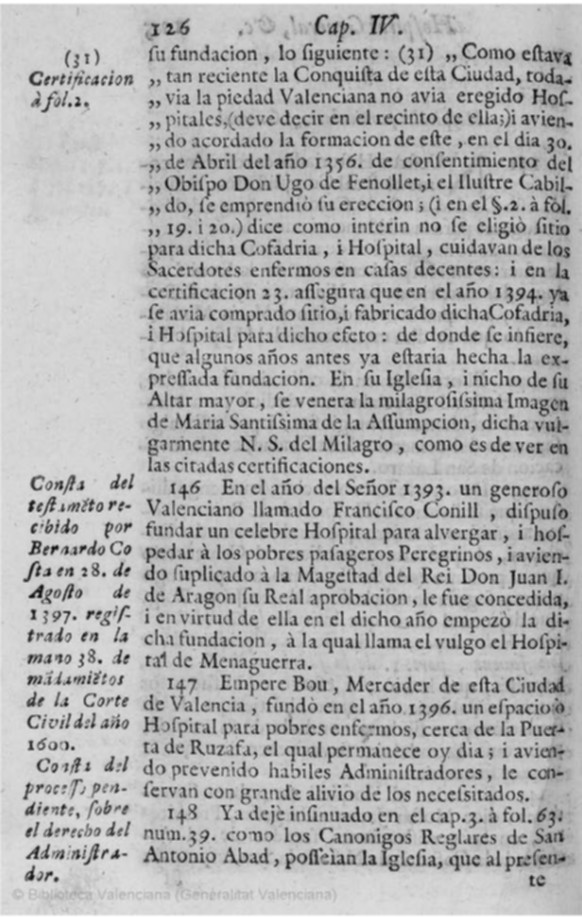
Ressenya de l'Hospital d'En Conill al Llibre d'Esclapers de Guillò de l'any 1738.

El Hospital d'En Conill, igual que el d'En Bou, no es va unificar amb l'Hospital General el 1512. Un dels administradors de l'hospital va ser el Marqués de Mirasol, qui el 1730 va adquirir la casa senyorial dels Alpont, senyors de Relleu, situada a la plaça del Forn de Sant Andreu, que després es va anomenar de Mirasol. També estava destinat als pelegrins, com així ho descriu Pasqual Esclapers de Guillò en el seu llibre descriptiu de València de 1738. El 1799 l'Hospital va acollir 149 pelegrins i el 1831 a 39 pelegrins.
Més tard, al segle xix, de la mateixa manera que l‘Hospital d‘En Bou, tampoc tenia quasi activitat i mitjançant les mateixes ordes que l‘Hospital d‘En Bou, va ser incorporat a l'Hospital General l'any 1847 i les rendes van ser destinades als pelegrins pobres que acudien a l'hospital general i per cobrir les necessitats dels familiars pobres del fundador. Va començar la decadència de l'hospital motivada per diversos problemes de recaptació en els seus censos, després de diversos incidents en el primer terç de segle, originats per la desamortització dels béns de beneficència.
El 1867, el forner José Pastor el va comprar per 200.210 reals, l'edifici estava en males condicions i no permetia cap tipus de reforma i el 1872 es va enfonsar arrossegant l'edifici contigu. Va ser tancat i enderrocat completament, salvant alguns elements de l'edifici de l'antic hospital. Al solar es va construir el Cine Doré, i després de la Guerra Civil Espanyola el cine Colón.
El Hospital d'En Conill va ser un clar exemple a través de la veu del seu fundador, de les característiques principals dels hospitals medievals: una institució de caritat com expressen els dictàmens religiosos, i amb un ambient burgès de finals de segle amb la presència d'una administració laica.
Hui en dia només queda una mènsula en pedra amb els escuts de la família Conill, que es troba al Museu de Belles Arts de València. El 1997 va quedar extingida oficialment la Fundació de l'Hospital d´En Conill.